# Institut Hoover

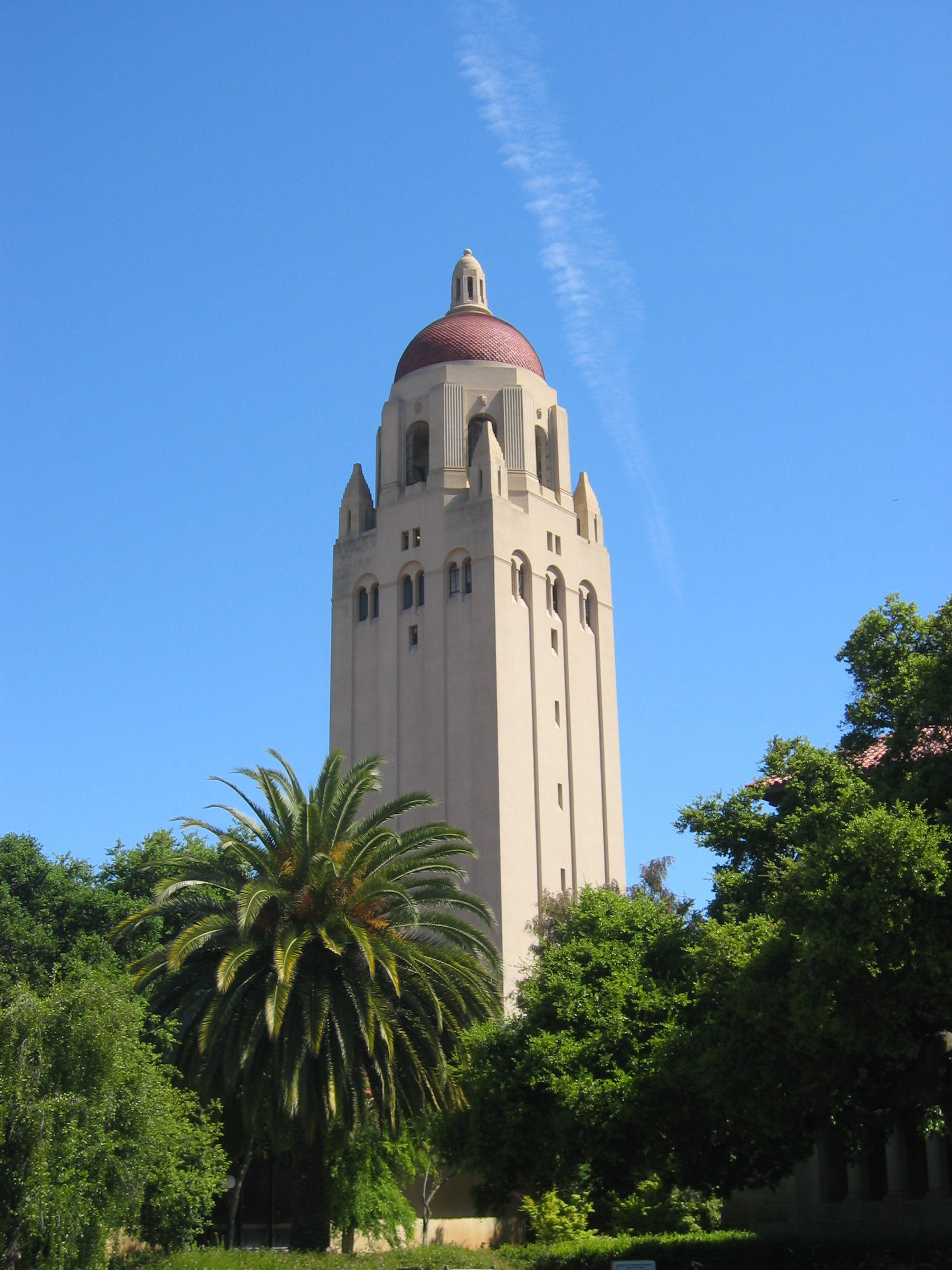
La torre Hoover, a la Universitat Stanford, és l'emblema de l'Institut Hoover.

L'Institut Hoover (la seva denominació oficial és, en anglès: Hoover Institution on War, Revolution and Peace), és una biblioteca i un think tank fundat el 1919 pel futur president dels Estats Units, Herbert Hoover, que fou alumne de la Universitat Stanford.
L'Institut Hoover és una unitat de la Universitat Stanford, i està situat al campus universitari. Disposa d'un gran arxiu relacionat amb el president Hoover, la Primera Guerra Mundial i la Segona Guerra Mundial. Els seus principis bàsics són: el govern representatiu, l'empresa privada, la pau, la llibertat personal i les garanties del sistema americà.
L'Institut Hoover té gran influència en els sectors conservador i liberal dels Estats Units, i ha estat durant molt temps un centre de formació per als conservadors d'alt perfil polític; un gran nombre de becaris de la Institució Hoover han tingut connexions amb el govern, han ocupat càrrecs a l'administració del govern de George W. Bush o del Partit Republicà dels Estats Units. Per exemple, estan vinculats a l'Institut Hoover les influents personalitats de perfil conservador Edwin Meese, Condoleezza Rice, George Shultz, Thomas Sowell, Shelby Steele i Amy Zegart.